# Indoribates crassisetiger
Indoribates crassisetiger är en kvalsterart som först beskrevs av Noriaki Fukuyama och Aoki 2000.  Indoribates crassisetiger ingår i släktet Indoribates och familjen Haplozetidae. Inga underarter finns listade i Catalogue of Life.